# جبرا إبراهيم جبرا
جبرا إبراهيم جبرا (1919-1994) هو مؤلف ورسام، وناقد تشكيلي، فلسطيني من السريان الأرثوذكس الأصل، ولد في بيت لحم في عهد الانتداب البريطاني، استقر في العراق بعد حرب 1948، حيث عمل بالتدريس في جامعة بغداد. في عام 1952 حصل على زمالة مؤسسة روكفلر في العلوم الإنسانية لدراسة الأدب الإنجليزي في جامعة هارفارد. أنتج نحو 70 من الروايات والكتب المؤلفة والمواد المترجمة، وقد ترجم عمله إلى أكثر من اثنتي عشرة لغة. كان جبرا أيضًا رسامًا، وكان رائدًا في حركة الحروفية التي سعت إلى دمج الفن الإسلامي التقليدي في الفن المعاصر من خلال الاستخدام الزخرفي للنص العربي.
ولد في بيت أضنة، ودرس في القدس وإنجلترا وأمريكا ثم انتقل للعمل في جامعات العراق لتدريس الأدب الإنجليزي وهناك حيث تعرف عن قرب على النخبة المثقفة وعقد علاقات متينة مع أهم الوجوه الأدبية مثل السياب والبياتي. يعتبر من أكثر الأدباء العرب إنتاجا وتنوعا إذ عالج الرواية والشعر والنقد وخاصة الترجمة كما خدم الأدب كإداري في مؤسسات النشر. عرف في بعض الأوساط الفلسطينية بكنية «أبي سدير» التي استغلها في الكثير من مقالاته سواء بالإنجليزية أو بالعربية. توفي جبرا إبراهيم جبرا سنة 1994 ودفن في بغداد.

## الحياة والسيرة
ولد جبرا إبراهيم جبرا عام 1919 في أضنة، التي كانت آنذاك جزءًا من الانتداب الفرنسي على قيليقية، كان اسم والده إبراهيم ووالدته مريم. وكلمة جبرا آرامية الأصل تعني القوة والشدة.
قُتل زوج والدته الأول داود وشقيقها التوأم يوسف في مذبحة أضنة عام 1909. بعد زواج مريم، تم تجنيد زوجها إبراهيم في الجيش العثماني خلال الحرب العالمية الأولى. أنجب الزوجان ابنهما الأول يوسف إبراهيم جبرا عام 1915. نجت الأسرة من مذابح سيفو، وهربت من أضنة، وهاجرت إلى بيت لحم في أوائل عشرينيات القرن الماضي.
في بيت لحم، التحق جبرا بالمدرسة الوطنية. بعد انتقال عائلته إلى القدس عام 1932، التحق بمدرسة الرشيدية وتخرج عام 1937 من الكلية العربية الحكومية. كان من بين أساتذته كُلٌ من عبد الكريم الكرمي الذي درسه اللغة العربية في المدرسة الرشيدية، وحسن الكرمي الذي درسه اللغة الإنجليزية لثلاثة سنوات في الكلية العربية.
حصل جبرا على منحة دراسية لدراسة اللغة الإنجليزية في الكلية الجامعية للجنوب الغربي في إكستر للعام الدراسي 1939-1940، فسافر إلى إنجلترا عام 1939 برفقة حلمي سمارة زميله في الكلية العربية والذي حصل هو الآخر على منحة دراسية، ومكث جبرا في إنجلترا لمواصلة دراسته في جامعة كامبريدج، بسبب مخاطر العودة إلى فلسطين بالقارب خلال الحرب العالمية الثانية. في كامبريدج، تعلم جبرا اللغة الإنجليزية وحصل على درجة البكالوريوس في عام 1943 من كلية فيتزويليام، كامبريدج، حيث كان مراقبه هو ويليام ساذرلاند تاتشر.
في عام 1943، عاد جبرا إلى القدس حيث بدأ بتدريس اللغة الإنجليزية في كلية الرشيدية كشرط لمنحة المجلس الثقافي البريطاني. كما كتب عددًا من المقالات في الصحف المحلية الصادرة باللغة العربية في القدس.
في كانون الثاني 1948، هرب جبرا وعائلته من منزلهم في حي القطمون غربي القدس بعد وقت قصير من تفجير فندق سميراميس وانتقلوا إلى بغداد. سافر جبرا إلى عمان وبيروت ودمشق بحثًا عن عمل. في دمشق، توجه جبرا إلى السفارة العراقية، حيث منحه الملحق الثقافي عبد العزيز الدوري، الذي أصبح فيما بعد مؤرخًا عراقيًا بارزًا، تأشيرة للتدريس في كلية تدريب المعلمين لمدة عام. حصل جبرا على درجة الماجستير من كلية فيتزويليام، كامبريدج عام 1948. لم يتطلب برنامج الماجستير أي دورات دراسية أو إقامة في إنجلترا وفقًا لنظام "Cambridge MA"، حيث يمكن لحاملي شهادة البكالوريوس الحصول على درجة الماجستير بعد خمس سنوات ودفع رسوم.
اعتنق جبرا الإسلام السني عام 1952 ليتزوج لميعة برقي العسكري. في نفس العام، حصل على زمالة من مؤسسة روكفلر، تم ترتبيها بشكل شخصي من قبل جون مارشال، لدراسة الأدب الإنجليزي والنقد الأدبي في جامعة هارفارد. أثناء دراسته في هارفارد بين خريف 1952 ويناير 1954، درس جبرا على يد أرشيبلد ماكليش. في كامبريدج، ماساتشوستس، وترجم جبرا روايته الأولى صراخ في ليل طويل، من الإنجليزية إلى العربية وبدأ في كتابة روايته الثانية، صيادون في شارع ضيق (1960).
بعد عودته إلى بغداد، عمل جبرا في العلاقات العامة لشركة نفط العراق ثم وزارة الثقافة والإعلام العراقية. درس في بغداد في كليات مختلفة وأصبح أستاذا للغة الإنجليزية في جامعة بغداد. أصبح جبرا مواطنا عراقيا. كان من أوائل الفلسطينيين الذين كتبوا عن تجربتهم في المنفى. كان منزل جبرا الواقع في شارع الأميرات في منطقة المنصور ببغداد مكانًا للقاء المثقفين العراقيين.
كان الكثير من كتاباته يهتم بالحداثة والمجتمع العربي. قاده هذا الاهتمام إلى أن يصبح في الخمسينيات من القرن الماضي عضوًا مؤسسًا لمجموعة بغداد للفنون الحديثة، وهي حركة جماعية وفكرية للفنانين حاولت الجمع بين التراث الفني العراقي وأساليب الفن التجريدية الحديثة. على الرغم من أن مجموعة بغداد للفن الحديث كانت ظاهريًا حركة فنية، إلا أن أعضاءها ضموا شعراء ومؤرخين ومهندسين معماريين وإداريين. كان جبرا ملتزمًا بشدة بمثل مؤسس المجموعة جواد سليم، واستلهم من الفولكلور والأدب العربيين ومن الإسلام. استمر انخراط جبرا في الوسط الفني مع كونه أحد الأعضاء المؤسسين لجماعة «البعد الواحد»، التي أسسها الفنان البغدادي البارز شاكر حسن آل سعيد عام 1971. أكد بيان الجماعة على الالتزام بالتراث والحداثة وسعى إلى إبعاد الجماعة عن الفنانين العرب المعاصرين، الذين اعتبرتهم الجماعة يتبعون التقاليد الفنية الأوروبية فقط. كانت جماعة البعد الواحد جزءًا من حركة أوسع بين الفنانين العرب الذين رفضوا أشكال الفن الغربي وسعوا إلى العثور على جمالية جديدة، تعبر عن قوميتهم الفردية بالإضافة إلى هويتهم القومية العربية. أصبحت هذه الحركة فيما بعد معروفة باسم حركة الحروفية.
بعد وفاته في عام 1994، انتقلت إحدى أقاربه وهي رقية إبراهيم، إلى العيش بمنزله في بغداد. ولسوء الحظ، دمر المنزل عندما انفجرت سيارة مفخخة استهدفت السفارة المصرية المجاورة في عيد القيامة في عام 2010، مما أدى إلى تدمير جزء كبير من الشارع وقتل العشرات من المدنيين. وقد تم فقدان الآلاف من رسائل جبرا وأمتعته الشخصية في هذه الحادثة إلى جانب عدد من لوحاته.

## أعماله
قدم جبرا إبراهيم جبرا للقارئ العربي أبرز الكتاب الغربيين وعرف بالمدارس والمذاهب الأدبية الحديثة. كشاعر وروائي ورسام ومترجم وناقد أدبي، كان جبرا رجل أدب متعدد المواهب. كما ترجم العديد من أعمال الأدب الإنجليزي إلى اللغة العربية، ولعل ترجماته لشكسبير من أهم الترجمات العربية للكاتب البريطاني الخالد، وكذلك ترجماته لعيون الأدب الغربي، مثل نقله لرواية «الصخب والعنف» التي نال عنها الكاتب الأميركي وليم فوكنر جائزة نوبل للآداب. ولا يقل أهمية عن ترجمة هذه الرواية ذلك التقديم الهام لها، ولولا هذا التقديم لوجد قراء العربية صعوبة كبيرة في فهمها. كما ترجم الفصول من 29 إلى 33 من كتاب السير جيمس فريزر «الغصن الذهبي» وبعض أعمال تي إس إليوت. تُرجمت أعمال جبرا إلى أكثر من اثنتي عشرة لغة، بما في ذلك الإنجليزية والفرنسية والعبرية. في الشعر لم يكتب الكثير ولكن مع ظهور حركة الشعر النثري في العالم العربي خاض تجربته بنفس حماس الشعراء الشبان. في الرواية تميز مشروعه الروائي بالبحث عن أسلوب كتابة حداثي يتجاوز أجيال الكتابة الروائية السابقة مع نكهة عربية. عالج بالخصوص الشخصية الفلسطينية في الشتات من أهم أعماله الروائية «السفينة» و«البحث عن وليد مسعود» و«عالم بلا خرائط» بالاشتراك مع عبد الرحمن منيف. في النقد يعتبر جبرا إبراهيم جبرا من أكثر النقاد حضورا ومتابعة في الساحة الثقافية العربية ولم يكن مقتصرا على الأدب فقط بل كتب عن السينما والفنون التشكيلية علما أنه مارس الرسم كهواية. ويصعب الآن تحديد موقع لوحاته، ولكن يمكن العثور على عدد قليل من الأعمال البارزة منها في مجموعات خاصة.
يمكن أن تقدم أعمال جبرا إبراهيم جبرا الروائية صورة قوية الإيحاء للتعبير عن عمق ولوجه مأساة شعبه، وإن على طريقته التي لا ترى مثلباً ولا نقيصة في تقديم رؤية تنطلق من حدقتي مثقف، مرهف وواع وقادر على فهم روح شعبه بحق. لكنه في الوقت ذاته قادر على فهم العالم المحيط به، وفهم كيفيات نظره إلى الحياة والتطورات.

## أسلوبه
أيمانا منه بأهمية التجديد، في مجالات الشعر والنقد والرواية. سعى جبرا إلى تقديم رؤية ثقافية عربية جديدة تستند إلى حركة تجديد متقدمة، تهدف إلى بناء ثقافة متحررة ومتطلعة. هذه الروح الوثابة للتجديد عكست طموحه في تجاوز التقاليد الكتابية الجامدة، وتأسيس أفق إبداعي يواكب العصر ويستمد قوته من تطورات الأدب العالمي. تتميز كتابات جبرا إبراهيم جبرا بعوالم خاصة، تجمع بين واقع الحياة اليومية ورؤى جديدة وغير مألوفة في القصة العربية. يعرض أبطاله كحالات إنسانية، ويختار تفاصيل غريبة تشد الانتباه وتطرح أسئلة عميقة حول الشخصيات وتصرفاتها. الأجواء القصصية في كتاباته غنية بالتفاصيل ومثيرة للتأمل وللمتابعة الدقيقة، مما يجعل قراءة أعماله تجربة ممتعة وثرية. مثلا وظف جبرا الهوامش في بعض رواياتها والتي أسلوب السيرة الذاتية الروائية لتعزيز وظائف الراوي الأساسية: الإخبارية، والتفسيرية، والتنسيقية. فهو لا يكتفي بسرد الأحداث في المتن، بل يستغل الهوامش كفضاء إضافي لخطاب متعدد الأشكال والأساليب، مما يثري النص ويضيف عمقًا إلى السرد، خصوصا في نصي "البئر الأولى" و"شارع الأميرات"، إذ ساهم هذا الأسلوب في تقديم معلومات إضافية وتفسيرات تعزز فهم القارئ للسيرة الذاتية.

## البعد الفلسطيني في رواياته
يتجلى الهاجس الفلسطيني في أعمال جبرا إبراهيم جبرا كعنصر أساسي يعكس ارتباطه العميق بقضيته الوطنية وهويته الثقافية. يظهر هذا الهاجس في شخصيات رواياته مثل "وديع عساف" في "السفينة"، و"وليد مسعود" في "البحث عن وليد مسعود"، حيث تسلط الضوء على تفاصيل القضية الفلسطينية وتحولاتها. يبرز جبرا الهوية الفلسطينية من خلال تجربة إنسانية عامة تتجاوز الشعارات التقليدية، متناولًا قضايا النضال، والمقاومة، والشتات والحب والحياة. حتى في أعماله الأقل شيوعًا، يظهر البعد الفلسطيني بشكل رمزي، مما يؤكد حضوره كجزء أصيل من إبداعه ومواقفه. إلا أنه لم يركز على الهاجس الفلسطيني في كل رواياته فمثلا في رواية صيادون في شارع ضيق برزت طبيعة المجتمع العراقي، كالمحور الأبرز ، متفوقة على الاهتمام بالقضية الفلسطينية.

## المرأة في رواياته
تحتل تيمة المرأة مكانة بارزة في أعمال جبرا إبراهيم جبرا، حيث يصورها بأسلوب عميق ورمزي، يعكس دورها المحوري في النضال، والحب، والفن، والهوية. المرأة في أدب جبرا ليست مجرد شخصية ثانوية، بل هي رمز للحياة والحرية والتغيير، وتمثل في كثير من الأحيان ارتباطًا وثيقًا بالقضية الفلسطينية والوجود الإنساني. في روايات مثل "البحث عن وليد مسعود"، تظهر المرأة كمصدر للإلهام والقوة. فهي تعكس الصراع الفلسطيني والإنساني من خلال التزامها بالكفاح والتغيير. أدوارها تتجاوز الحدود التقليدية للأنثى، حيث تصبح شريكة في النضال وساعية لتحقيق العدالة. كما تُبرز أعمال جبرا، مثل "السفينة" و**"الغرف الأخرى"**، المرأة كرمز للجمال والإبداع. الشخصيات النسائية غالبًا ما تكون على صلة بالفن والثقافة، مما يجعلها تجسد الحلم والتطلع إلى عوالم أكثر إنسانية. وحتى عندما تكون الشخصيات النسائية غير فلسطينية، كما في "يوميات سراب عفان"، فإنها ترتبط بالهوية الفلسطينية بشكل رمزي. على سبيل المثال، يبتكر جبرا شخصية جدة فلسطينية للبطلة، مما يعكس ارتباط المرأة بالتراث والمقاومة.

## أعماله

### في الفن
- لوحة النافذة (1951).
- لوحة امرأة وطفلها (أوائل الخمسينيات).
- لوحة الصفدار (1955).

### في الرواية
- صراخ في ليل طويل - 1955.[31]
- صيادون في شارع ضيق - بالإنجليزية 1960.[32]
- رواية السفينة - 1970.[33]
- البحث عن وليد مسعود - 1978.[34]
- عالم بلا خرائط - 1982 بالاشتراك مع عبد الرحمن منيف.[35]
- الغرف الأخرى - 1986.[36]
- يوميات سراب عفان.[37]
- شارع الأميرات.[38]
- عرق وبدايات من حرف الياء - مجموعة قصصية.[39]
- أيام العقاب.[40]
- الملك الشمس.[41]
- البئر الأولى - سيرة ذاتية.[42]

### في الشعر
- تموز في المدينة 1959.[43]
- المدار المغلق 1964.[44]
- لوعة الشمس 1978.[45]
- متواليات شعرية: بعضها للطيف، وبعضها للجسد 1996.[46]

### في الترجمة
- هاملت، شكسبير.
- ماكبث، شكسبير.
- الملك لير، شكسبير.
- عطيل، شكسبير.
- العاصفة، شكسبير.
- السونيتات، شكسبير.
- برج بابل، أندريه مارو.
- الأمير السعيد، أوسكار وايلد.
- في اتظار غودو، صأمويل بيكيت.
- الصخب والعنف، وليام فوكنر.
- ما قبل الفلسفة، هنري فرانكفورت.

### دراسات
- ترويض النمرة.[47]
- ينابيع الرؤيا.[48]
- الحرية والطوفان.[49]
- الفن والحلم والفعل 1986.[50]
- الفن المعاصر في العراق.[51]
- جذور الفن العراقي.[52]
- تأملات في بنيان مرمري.[53]
- النار والجوهر.[54]
- الأسطورة والرمز.[55]
- الرحلة الثامنة.[56]
- تجربتي مع شكسبير: مسرحيات شكسبير مزيج من مآسي وكوميديات وتاريخيات.[57]
- جمعت أعماله النقدية في كتاب بعنوان «أقنعة الحقيقة.. أقنعة الخيال».[58]

### أخرى
- الاكتشاف والدهشة: حوار في دوافع الإبداع مع جبرا إبراهيم جبرا، دار المعارف، تونس، 1996.[59]
- أرى كتابا جميلا: رسائل جبرا إلى ماهر الكيالي 1981-1994، المؤسسة العربية للدراسات، بيروت، 1996.[60]
- التجربة الجميلة: رسائل جبرا إبراهيم جبرا إلى عيسى بلاطة من 1966-1994.[61]

## جوائز وأوسمة
حاز على العديد من الجوائز والأوسمة منها:
- جائزة «تارغا يوروبا» للثقافة من إيطاليا في 1983.
- جائزة الآداب والفنون من مؤسسة الكويت للتقدم العلمي سنة 1987.
- جائزة الإبداع في الرواية من بغداد في 1988.
- وسام القدس للثقافة والفنون والآداب من فلسطين في 1990.
- وسام الاستحقاق من الدرجة الأولى من رئيس الجمهورية التونسية سنة 1991.
- جائزة «ثورنتون وايلدر» للترجمة من جامعة كولومبيا الأميركية في 1991.

## كتب عنه
- يوسف، فاروق. جبرا إبراهيم جبرا: رساما-ناقدا-ومؤرخ فن.[64]
- العواملة، علي أحمد الفزاع. جبرا إبراهيم جبرا: دراسة في فنه القصصي، 1982.[65]
- خليل، إبراهيم. جبرا إبراهيم جبرا: الأديب الناقد، دار الفارس، عمان، الأردن، 2001.[66]
- زينب عبد الامير القيسي. المراة في روايات جبرا ابراهيم جبرا دراسة في البنية التداولية السردية، دار الكتب والوثائق العراقية، 2004.
- زينب عبد الأمير القيسي، حسين القيسي. سيميولوجيا المرأة وقداسة الجسد في أدب جبرا إبراهيم جبرا الروائي - دراسة تداولية سردية، المعتز للنشر والتوزيع 2023.
- سيرة جبرا إبراهيم جبرا وتجلياتها في أعماله الروائية والقصصية، خليل الشيخ،أبحاث اليرموك، م 7، 1989.

## اقرأ أيضاً
- قائمة مؤلفات جبرا إبراهيم جبرا
- لويس ميجيل كانيادا

## وصلات خارجية
- مقالات جبرا إبراهيم جبرا، أرشيف الشارخ